# Кожо-Корум
Кожо-Корум (кирг. Кожо-Корум) — село в Кадамжайском районе Баткенской области Кыргызстана. Входит в состав айылного аймака Молдо Нияз.

## География
Село расположено в восточной части области, на правом берегу реки Тор-Кол, на расстоянии приблизительно 32 километров (по прямой) к западу от города Кадамжай, административного центра района. Абсолютная высота — 1499 метров над уровнем моря.

## Население
Согласно оценочным данным Национального статистического комитета Кыргызской Республики, численность населения села на начало 2023 года составляла 75 человек.
| год     | 2009 | 2014 | 2015 | 2020 | 2021 | 2023 |
| ------- | ---- | ---- | ---- | ---- | ---- | ---- |
| человек | 70   | 36   | 5    | 72   | 72   | 75   |